# Arthur Bowler
Arthur Bowler (* 5. September 1950 in Salem (Massachusetts)) ist ein schweizerisch-US-amerikanischer Autor, Theologe, Referent und Filmsprecher.
Bowler schreibt auf Deutsch und Englisch. Sein Erstling heisst Ein Schweizer Ohne Ordner ist wie Ein Cowboy Ohne Hut, gefolgt von Das Leben ist kein Toaster – Wahr und Frechheiten. Auf Englisch erscheint sein Schreiben unter anderem in zehn Büchern der New York-Times Buchbestseller-Serie Chicken Soup for the Soul (dt. Hühnersuppe für die Seele). Diese Buchserie ist mittlerweile mehr als 112 Millionen Mal verkauft.
Bowler studierte Theologie an der Harvard University und wurde in Zürich als reformierter Pfarrer ordiniert. Er arbeitet heute als Pfarrer, Autor und Filmsprecher. Er wohnt in Niederglatt ZH.